# Mt. Hope
Mt. Hope es una localidad de Trinidad y Tobago, que forma parte de la región de San Juan-Laventille.

## Geografía
La localidad abarca parte de la isla Trinidad y limita al norte con Petit Curucaye, al sur con Mt. Lambert, al este con Mount d'Or y al oeste con Petit Bourg.

## Demografía
Datos demográficos de la localidad de Mt. Hope:
| Gráfica de evolución demográfica de Mt. Hope entre 2000 y 2011 |
|                                                                |